# Vladislav Khodin
Vladislav Andreyevich Khodin (tiếng Nga: Владислав Андреевич Ходин; sinh ngày 6 tháng 10 năm 1999) là một cầu thủ bóng đá người Nga thi đấu cho FC Kolomna.

## Sự nghiệp câu lạc bộ
Anh có màn ra mắt tại Giải bóng đá chuyên nghiệp quốc gia Nga cho FC Kolomna vào ngày 7 tháng 11 năm 2016 trong trận đấu với FC Solyaris Moskva.